# توميستومات
التوميستومات (Tomistominae) هي فُصَيْلَة من التمساحيات تشمل نوع واحد حي هو الجاڤيال الزائف. بالإضافة إلى العديد من الأنواع المنقرضة المعروفة، مما يوسع نطاق الفُصَيْلَة إلى فترة الإيوسين. وعلى النقيض من الجاڤيال الزائف، وهو نوع مياه عذبة يعيش فقط في جنوب شرق آسيا، التوميستومات المنقرضة كانت موَّزعة عالميًا وعاشت في مصبات الأنهار وعلى طول السواحل.
تصنيف التوميستومات بين التمساحيات هو في ازدياد؛ في حين يُعتقَد بشكل تقليدي أنه من بين تماسيح الشكل، وتشير الأدلة الجزيئية إلى أنها ترتبط ارتباطًا وثيقًا مع الجاڤيال الحقيقي كأعضاء في جاڤياليات الشكل.